# Ammonitella yatesii
Ammonitella yatesii é uma espécie de gastrópode  da família Ammonitellidae.
É endémica dos Estados Unidos da América.